# Junonia subtriocellata
Junonia subtriocellata är en fjärilsart som beskrevs av Embrik Strand 1912. Junonia subtriocellata ingår i släktet Junonia och familjen praktfjärilar. Inga underarter finns listade i Catalogue of Life.